# La Montiela
La Montiela es una localidad española perteneciente al municipio de Santaella, en la provincia de Córdoba. Se halla situada en un altozano y toma su nombre de un antiguo cortijo cercano. En origen la localidad fue fundada como un poblado de colonización, durante el régimen franquista.

## Historia
Esta población fue creada por iniciativa del Instituto Nacional de Colonización, estando situada dentro del término municipal de Santaella. El diseño del poblado corrió a cargo del arquitecto Salvador Álvarez Pardo, cuyo proyecto es de 1964. Las viviendas y edificios principales fueron levantados algún tiempo después, instalándose los primeros colonos en el año 1966. Se les entregaba una casa, una bestia, una pequeña extensión de tierra y aperos para labrar la misma.
En el año 1970 es la primera vez que en el censo de habitantes del municipio de Santaella aparece el núcleo de La Montiela como entidad de población. Según datos del INE, en 2023 tiene 914 habitantes.

## Patrimonio
- Iglesia de la Inmaculada Concepción.[4]

## Cultura
Sus principales fiestas locales son la Romería de San Isidro Labrador, el 15 de mayo, y las Fiestas en Honor de los Colonos, celebradas tradicionalmente el primer fin de semana de julio.